# 陳敘
陳敘（1495年—1574年），字邦禮，號淇塘，福建興化府莆田縣人，明朝政治人物。嘉靖戊戌進士，官至廣東潮州府知府。

## 生平
嘉靖四年（1525年）乙酉科福建鄉試第六十八名舉人，嘉靖十七年（1538年）戊戌科二甲六十三名進士。初授兵部主事，歷車駕司郎中，官至廣東潮州府知府。子陳志，官郧阳巡抚。

## 交遊
隆庆三年（1569年），陳敘與同鄉致仕南京工部尚书康大和、南京刑部尚书林云同、云南知府郑弼、衡州知府林允宗、广东布政司参议雍澜、南京户部主事柯维骐、长芦盐运使林汝永，举逸老会，时称“莆田八老会”，又称“八仙会”。

## 家族
曾祖陳孟嚴；祖父陳珩，訓導；父陳文濱，母宋氏。具庆下。弟陳雲衢，進士；雲程；雲階；陳妆。